# Rosebud (film)
Pour les articles homonymes, voir Rosebud.
Pour plus de détails, voir Fiche technique et Distribution.
Rosebud est un film américain d'Otto Preminger sorti en 1975 avec Peter O'Toole, Richard Attenborough, Claude Dauphin, Isabelle Huppert entre autres. Le scénario d'Erik Lee Preminger, fils du réalisateur, est adapté du roman de Joan Hemingway et Paul Bonnecarrère.

## Synopsis
Cinq filles d'industriels de divers pays occidentaux doivent partir en croisière en Sicile. Leur bateau, le Rosebud, est attaqué par un groupe terroriste palestinien affilié à Septembre Noir et les jeunes filles prises en otage. Leur libération au compte-gouttes est conditionnée par la diffusion sur les médias internationaux d'un appel en faveur de la lutte palestinienne et de l'aveu par les pères des otages de leur participation aux livraisons d'armes en soutien à Israel. Larry Martin (Peter O'Toole) est un reporter de Newsweek qui travaille secrètement pour la CIA ; il est chargé d'une mission pour obtenir la libération des otages qui le mènera de la Corse au Liban et de Paris à Berlin.

## Fiche technique
- Titre : Rosebud
- Réalisation : Otto Preminger, Assisté d'Yves Amoureux
- Scénario : Erik Lee Preminger d'après Paul Bonnecarrère (nouvelle), Joan Hemingway
- Musique : Laurent Petitgirard
- Photographie : Denys Coop
- Coordinateur des combats et des cascades : Claude Carliez et Bob Simmons et leurs équipes
- Lieu de tournage : Bastia (Corse)
- Panavision Tecnicolor
- Société de production : Paramount Pictures
- Pays de production :  États-Unis
- Durée : 126 minutes
- Dates de sortie :
  - 24 mars 1975 (États-Unis)
  - 23 avril 1975 (France)
- Affiche : Bill Gold (États-Unis)

## Distribution
- Peter O'Toole (VF : Daniel Ceccaldi) : Lawrence Martin ("Larry") (Robert Mitchum est remplacé en cours de tournage)
- Richard Attenborough (VF : Yves Barsacq) : Edward Sloat
- Cliff Gorman (VF : Gérard Hernandez) : Yafet Hemlekh
- Isabelle Huppert : Hélène Nicolaos
- Brigitte Ariel : Sabine Fargeau
- Lalla Ward : Margaret Carter
- Kim Cattrall (VF : Francine Lainé) : Joyce Donnovan
- Debra Berger : Gertrud Freyer
- Raf Vallone (VF : Henry Djanik) : George Nicolaos
- Françoise Brion : Melina Nicolaos
- Claude Dauphin : Charles-André Fargeau
- Peter Lawford (VF : Roger Tréville) : Lord Carter
- Adrienne Corri : Lady Carter
- John V. Lindsay : Sen. Donnovan
- Hans Verner : Herr Freyer
- Jean Martin
- Georges Beller : Patrice Thibaud
- Patrice Melennec : un journaliste
- Klaus Löwitsch (VF : Alain Dorval) : Schloss
- Tony Gittelson (VF : Daniel Gall) : le boy scout en Corse
- Elisabeth Kaza

## Production
Le rôle de Peter O'Toole était initialement prévu pour Robert Mitchum, remplacé en cours de tournage à cause de désaccords avec le metteur en scène.

## Commentaire
Malgré quelques faiblesses[Lesquelles ?] dans le scénario, le film (1975)  prend, quelque cinquante années plus tard, une résonance particulière en ce qu'il anticipe certaines évolutions ultérieures du terrorisme international. En particulier, il souligne l'importance de la médiatisation de ces actions et l'évolution d'une lutte politique vers un conflit où le prétexte religieux va occuper une place dominante.